# Let Air Canada 143
Gimli Glider („kluzák z Gimli“) je pojmenování letadla Boeing 767-200, který se stal při svém letu číslo 143 společnosti Air Canada z Ottawy do Edmontonu hlavním aktérem slavné letecké nehody (výjimečně se šťastným koncem). Letounu 23. července 1983 došlo ve výšce asi 12,5 km palivo, posádka s ním přesto dokázala doplachtit na letiště Gimli Industrial Park (západně od obce Gimli v Manitobě) a úspěšně přistát, aniž by došlo k vážnějšímu zranění.

## Příčiny a průběh nehody

### Všeobecná situace a chyby
Letoun Boeing 767 byl jedním z prvních strojů, využívajících ve vysoké míře elektronické řídicí systémy, s tzv. „skleněným kokpitem“, ve kterém jsou klasické ručičkové přístroje nahrazeny obrazovkami. Množství paliva v jeho třech nádržích kontroloval ukazatel paliva (Fuel Quantity Indicator System - FQIS) a výsledky zobrazoval na displeji v řídicí kabině. Tento ukazatel byl počítačem, který usnadňoval práci posádky, například umožňoval specifikovat trasu letu, zatížení stroje atd. a sám vypočítal optimální množství paliva; pokud by nefungoval, bylo třeba tyto výpočty provádět ručně. Ukazatel paliva byl dvoukanálový, přičemž výpočty probíhaly nezávisle a byly křížově porovnávány. V případě výpadku jednoho kanálu výrobce letounu dovoloval létání, ale množství paliva muselo být před startem ověřeno zařízením zvaným floatstick (plováky v nádrži; konstrukční součást palivové nádrže). V případě výpadku obou kanálů nemělo být letadlo považováno za letuschopné.
Vzhledem k nesrovnalostem ve funkci ukazatele paliva odhaleným u jiných letounů 767 vydal výrobce servisní pokyn pro rutinní kontrolu tohoto ukazatele. Den před incidentem byla u dotyčného letounu tato kontrola provedena a byla odhalena nefunkčnost ukazatele paliva. Technik však zjistil, že při vyřazení druhého kanálu vypnutím jeho jističe se činnost ukazatele paliva obnoví, byť pracoval jen s prvním kanálem; letoun ale splňoval podmínky pro let. Protože nebyly k dispozici náhradní díly, ponechal technik jistič vypnutý, řádně jej označil visačkou a učinil záznam do deníku údržby ("SERVICE CHK – FOUND FUEL QTY IND BLANK – FUEL QTY #2 C/B PULLED & TAGGED...") . Tento záznam říkal, že ukazatel paliva nepracoval a že byl vypnut jistič druhého kanálu (C/B - Circuit Breaker), avšak pro nezasvěcené z něj nebylo zřejmé, že se činnost ukazatele paliva vypnutím jističe obnovila!
V den incidentu měl letoun letět z Edmontonu do Montrealu a zpět s mezipřistáním v Ottawě. Před odletem pozemní technik informoval o problému ukazatele paliva piloty a sdělil, že množství paliva by mělo být ověřeno pomocí floatsticku. Toto bylo provedeno, piloti se ale mylně domnívali, že letoun do Edmontonu s danou poruchou již přiletěl. Vlastní let proběhl bez problémů, ukazatel paliva fungoval i s jedním zapnutým kanálem a piloti mu tudíž nevěnovali zvláštní pozornost.
Po příjezdu v Montrealu došlo ke změně posádky pro zpáteční let zpět do Edmontonu. Střídající kapitán informoval novou posádku o problému s ukazatelem paliva, přičemž bylo zřejmé, že letoun přesto letěl, a to i minulý den, což nový kapitán bez hlubšího zvážení akceptoval.
Během přípravy letounu pro návrat do Edmontonu se pracovník pozemní údržby svévolně rozhodl problém nefunkčního ukazatele paliva prozkoumat. Zapnul proto jistič druhého kanálu, přičemž visačku oznamující jeho vypnutí ponechal připevněnou, a ukazatel paliva opět přestal pracovat. V ten moment však dostal pokyn ke změření aktuálně zbývajícího množství paliva v nádržích pohonných hmot pomocí floatsticku a musel řídicí kabinu opustit. Z roztržitosti jistič druhého kanálu zpětně nevypnul, avšak na jističi ponechaná visačka říkala opak. Ukazatel paliva byl nyní zcela mimo provoz.
Při vstupu do řídicí kabiny kapitán uviděl, co očekával: nefungující ukazatel paliva měřidla a označený jistič. Konzultoval situaci s příručkou Seznam minimálního vybavení (Minimum Equipment List - MEL), která říkala, že letoun by neměl letět. V té době však byl Boeing 767 novým strojem, uvedeným na trh před necelými dvěma lety; daný kus byl dodán před méně než 4 měsíci. V MELu se nalézalo 55 změn, některé stránky byly prázdné, čekajíce na doplnění dle získaných zkušeností.
Při nejasnostech se v takových případech způsobilost k letu obvykle odvozovala od souhlasu pozemního personálu. Kapitán na základě mylných informací posílených tím, co viděl v řídicí kabině a přečetl v deníku údržby, i svého nesprávného posouzení situace (že letoun již letěl s nefungujícím ukazatelem paliva) dal přednost obvyklému postupu před pokyny MELu a rozhodl o konání letu.
Dalším z faktorů, spolupůsobících při vzniku incidentu bylo to, že Kanada v té době přecházela na metrický systém. V rámci tohoto procesu byly letouny Boeing 767 vybaveny ukazateli v metrických jednotkách (litry a kilogramy), všechny ostatní provozované letouny pracovaly s imperiálními jednotkami (galony, libry). Pilot vypočítal, že pro cestu do Edmontonu bude potřeba 22 300 kg paliva (tj. 49 200 liber). Kontrolou pomocí dripsticku bylo zjištěno, že v nádržích zbývá 7 682 litrů (1 690 imperiálních galonů). Posádka tedy musela přepočítat toto objemové množství na váhové, to odečíst od celkové potřeby (22 300 kg) a výsledek převést zpět na objemové množství. V minulosti tuto činnost míval na starosti palubní inženýr, který ale u Boeingu 767 již nebyl. Další, byť ne tak zásadní problém přináší okolnost, že hustota paliva se s teplotou mění.
V tomto případě měl litr paliva hmotnost 0,803 kg, takže správný výpočet by měl být:
7 682 l × 0,803 kg/l = 6 169 kg
22 300 kg − 6 169 kg = 16 131 kg
16 131 kg : 0,803 kg/l = 20 088 l, což bylo potřebné množství paliva.
Jak pozemní personál, tak piloti však mylně dospěli k názoru, že místo 0,803 je třeba použít přepočítávací koeficient 1,77, který však vyjadřoval hmotnost litru paliva v librách. Tento koeficient byl totiž běžně používán pro tankování letounů užívajících imperiální jednotky. Výpočty pozemního personálu i pilotů říkaly toto:
7 682 l × 1,77 kg/l = 13 597 'kg'
22 300 kg − 13597 'kg' = 8 703 kg
8 703 kg : 1,77 kg/l = 4 916 l, množství skutečně doplněného paliva.
Místo 22 300 kg paliva bylo tedy v nádržích letounu 22 300 liber, tj. jen 10 100 kg, jen asi polovina potřebná k dosažení cíle. Kapitán si byl vědom problémů s ukazatelem paliva a výpočet zopakoval, ale použil stejný nesprávný přepočítávací koeficient a nevyhnutelně dospěl ke stejnému, mylnému závěru.
Spotřebu paliva za letu měří palubní počítač (Flight Management Computer - FMC). Ten normálně pracuje s daty získanými od ukazatele paliva a pokud ten nepracuje, lze vstupní podklady vložit ručně, což kapitán učinil a zadal hodnotu 22 300 kg. Během mezipřistání (v daném případě v Ottawě) se palubní počítač vynuluje, proto kapitán nechal znovu manuálně změřit množství paliva v nádržích pomocí floatsticku a zopakoval celý výpočet znovu. I tentokrát naneštěstí použil nesprávný koeficient, dospěl ke stejnému závěru jako v dříve a na chybu nepřišel.

### Výpadek motorů
Ve 20:09 místního času, když letadlo se 61 pasažéry a pěti členy posádky letělo ve výšce 41 000 stop nad městem Red Lake v Ontariu, signalizoval palubní varovný systém problém s tlakem paliva v levé nádrži. Posádka se domnívala, že se jedná o závadu palivového čerpadla, které tedy vypnula. O chvíli později se rozsvítilo druhé varovné světlo o nedostatečném tlaku a posádka se rozhodla raději přistát na asi 210 km vzdáleném letišti ve Winnipegu a zahájila pomalý sestup. O chvíli později však levý motor zhasl. Posádka se začala připravovat na přistání s jedním motorem a snažila se (marně) o znovunahození motoru se zapnutým přečerpáváním paliva z druhé nádrže. Po chvíli se však rozsvítilo další varovné světlo a ve 20:21 (ve výšce 28 500 stop, asi 170 km od Winnipegu) se ozval zvukový signál „bong“ signalizující nefunkčnost obou motorů (který do té doby ani jeden z pilotů nikdy neslyšel, neboť taková situace se nenacvičuje ani v simulátoru) a v kabině se rozhostilo ticho, ve kterém je na zvukovém záznamu černé skříňky jasně slyšet zvolání „Oh, fuck!“.
Jelikož jediným zdrojem elektrické energie jsou motory a pomocný zdroj APU (který ovšem bere palivo ze společných nádrží s motory), vypadla v letadle elektřina a téměř všechny přístroje v kabině přestaly fungovat. Výjimku tvořily jen nejzákladnější záložní přístroje – magnetický kompas, umělý horizont, rychloměr a barometrický výškoměr. Motory dodávají energii i hydraulickému systému, který je v takovém letadle nezbytně nutný pro ovládání řídicích ploch. Pro případ nouze je proto letoun vybaven malou vrtulovou turbínou (tzv. ram air turbine, RAT), která se automaticky vysune z letadla a díky proudícímu vzduchu vyrábí elektrickou energii pro nejnutnější systémy, především pro udržení minimálního potřebného tlaku v hydraulickém systému, při jehož nefunkčnosti by letadlo vůbec nešlo ovládat.

### Přiblížení
Piloti se nejprve pokusili zjistit nouzový postup v takové situaci, ale v letové příručce se případ výpadku obou motorů i APU vůbec nevyskytoval. Letadlo tohoto typu není navrženo jako kluzák – motory vytvářejí obrovský odpor vzduchu, takže klesalo rychlostí zhruba 2000–2500 stop (600-800 metrů) za minutu. Zatímco kapitán Bob Pearson (zkušený plachtař a spoluvlastník kluzáku Let L-13 Blaník) udržoval rychlost na 220 uzlech (407 km/h) (což byl pouhý odhad optimální rychlosti), druhý pilot Maurice Quintal mezitím počítal, jak daleko jsou schopni doletět. Na základě záložního výškoměru a informací o poloze od řízení letového provozu určili rychlost sestupu – během 20 km ztratili 5000 stop (1,5 km) výšky, což znamená klouzavost zhruba 1:12 (pro srovnání: zmíněný Blaník má klouzavost zhruba 1:28, moderní kluzáky až 1:60). To znamenalo, že stroj až do Winnipegu, kde Air Canada měla servisní středisko, nedoletí a posádka se rozhodla pro nouzové přistání na nedalekém bývalém vojenském letišti Gimli, na kterém náhodou druhý pilot jistou dobu sloužil.
Piloti ovšem nevěděli, že na letišti byla zrušena jedna z rovnoběžných vzletových a přistávacích drah (32L), na které byly vybudovány závodní tratě pro motokáry. V den nehody se zde konaly „rodinný den“ a závody a dráha i s okolím byla zaplněna auty a lidmi. To však byla dráha, kterou později kapitán zvolil k přistání, neboť byla širší; závodů na opačném konci si zřejmě vůbec nevšiml. Poté už bylo na změnu dráhy pozdě. Ve 20:33, asi 15 km před letištěm bylo letadlo srovnáno do osy dráhy. Jelikož RAT nenapájí hydrauliku podvozku, musela posádka podvozek vysunout nouzovým postupem – po odjištění se podvozek nechá klesnout vlastní vahou. Hlavní podvozek se takto podařilo úspěšně vysunout, příďový podvozek však kvůli odporu vzduchu nezapadnul do správné polohy, takže po přistání se dal očekávat jeho kolaps. Kapitán si navíc v poslední fázi přiblížení uvědomil, že jsou stále příliš vysoko a letí příliš rychle a zpomalil na zhruba 180 uzlů (běžně se přistává rychlostí o 30–50 uzlů nižší, ale protože ani klapky a sloty nebylo možno za dané situace ovládat, muselo letadlo udržovat vyšší rychlost než je normální). Za obvyklé situace by mu v nouzovém zbrzdění pomohly rušiče vztlaku, ani jejich hydrauliku však RAT nenapájel. Proto letadlo zbrzdil skluzem (což je běžná technika brzdění u kluzáků, u velkých letadel prakticky nepoužívaná, neboť cestující při ní mají dojem, že se letadlo řítí bokem k zemi), při tom však ještě více poklesl nápor vzduchu na RAT, takže vyrovnání skluzu bylo velmi obtížné a podařilo se až na poslední chvíli.

### Přistání

Letoun po přistání na Gimli

Ve 20:38 se letoun poprvé dotkl země asi 300 metrů od prahu dráhy (tzn. prakticky v ideálním místě) a ihned poté začal prudce brzdit. Několik pneumatik při brzdění prasklo a nezajištěné příďové kolo podvozku zkolabovalo, takže letoun brázdil nosem zemi (což bylo zřejmě štěstí, protože tak letadlo zabrzdilo na kratší vzdálenosti). Po necelých 900 metrech se letadlo zastavilo, pouhých asi 30 metrů od závodní dráhy plné lidí. V přídi letadla vypukl menší požár, takže posádka nařídila nouzovou evakuaci pomocí skluzů. Požár byl rychle uhašen ručními hasicími přístroji, které přinesli závodníci a pracovníci závodní dráhy.
Celá nehoda proběhla bez vážnějších zranění, jediná menší zranění byla způsobena při evakuaci, při které byly zadní skluzy kvůli výraznému náklonu letadla se zborceným příďovým podvozkem v téměř svislé poloze, takže několik osob ze zadních skluzů vypadlo a utrpělo lehčí zranění.

## Po nehodě
Letadlo bylo nouzovým přistáním poškozeno jen velmi málo, po dvoudenní provizorní opravě (dvěma mechanikům, kteří byli do Gimli vysláni, po cestě došel benzín a muselo pro ně být vysláno druhé auto) vlastní silou přeletělo do Winnipegu, kde bylo v průběhu několika týdnů zcela opraveno, po čemž se vrátilo do běžné služby v Air Canada, kde se od té doby označovalo jako „The Gimli Glider“. (Poslední let tohoto stroje proběhl 24. ledna 2008, kdy přeletělo na letiště Mojave, kde bylo odstaveno. Fanoušci doufají, že bude v budoucnu věnován Kanadskému leteckému muzeu.)
Vyšetřování nehody zjistilo, že závada na palivovém počítači byla způsobena studeným spojem v jeho obvodu, přičemž fakt, že při takové poruše nezačal fungovat záložní systém, byl způsoben chybou v návrhu. Provizorní oprava, kterou provedl mechanik v Montrealu, byla neutralizována jiným mechanikem, který (aniž by k tomu byl kvalifikován) při mezipřistání v Ottawě zkoušel problém s počítačem řešit. Na rozdíl od vyšetřování provedeného společností Air Canada došly kanadské státní úřady k závěru, že významný podíl na nehodě měla sama letecká společnost, jejíž standardní procedury a předpisy a výcvik posádek a pozemního personálu byly nedostatečné.
V roce 1995 vznikl televizní film Falling from the Sky: Flight 174, který o tomto incidentu pojednává. Nouzovému přistání stroje se věnuje i jeden z dílů dokumentární série Letecké katastrofy.
K 25. výročí události byl v Gimli za účasti obou pilotů odhalen památník.

## Podobné nehody
- Přistání Tu 124 na Něvě v Leningradu 21. srpna roku 1963 – v důsledku spotřebování paliva přistál letoun na řece Něvě, když před tím proletěl nad samým centrem města.
- Let 9 British Airways 24. června roku 1982 – letounu Boening 747 vypověděly všechny čtyři motory poté, co vletěl do mraku sopečného popela vyvrženého erupcí sopky Galunggung. Důvod selhání nebyl posádce jasný a letoun zamířil směrem k Jakartě v naději, že se podaří nějaký z motorů znovu nastartovat a doletět až na tamější letiště. Poté, co se letoun klouzavým letem dostal z mraku popela, podařilo se skutečně motory nastartovat (byť jeden posléze znovu selhal) a bezpečně přistát.
- Let Air Transat 236 – pravidelný let kanadských aerolinek Air Transat z Toronta do Lisabonu. V noci z 23. na 24. srpna 2001 došlo u Airbusu A330-243 (reg. C-GITS), který jej obsluhoval, k vyhasnutí obou motorů v důsledku vyčerpání paliva. Kapitánu Robertu Pichému se podařilo se strojem přistát na portugalské vojenské základně na Azorách. Při tvrdém přistání a následné evakuaci bylo zraněno několik cestujících. Hlavní příčinou nehody se ukázala hrubá chyba údržby. Nehoda se obešla bez obětí na životech.
- 14. ledna roku 2002 letoun Tu-204 letecké společnosti Sibiř při letu z Frankfurtu nad Mohanem do Novosibirsku přistál na záložním letišti v Omsku s nepracujícími motory.
- Let US Airways 1549 – 15. ledna roku 2009 každodenní komerční let na trase Letiště LaGuardia (New York) – Charlotte – Seattle asi šest minut po startu nouzově přistál v řece Hudson poté, co se minutu a půl po startu, v čase 15:27:11 Airbus A320 dostal do hejna kanadských hus, v důsledku čehož mu selhaly motory. Zkušený kapitán Chesley Sullenberger posadil letoun na hladinu řeky Hudson natolik úspěšně, že nedošlo k žádným ztrátám na životech ani k těžkým zraněním.
- 7. září roku 2010 letoun Tu-154М společnosti Alrosa při letu z letiště Poljarnyj (u města Udačnyj v Jakutské republice) na moskevské letiště Domodědovo v důsledku totální ztráty elektrického napětí na palubě a následného výpadku přístrojů uskutečnil nouzové přistání na uzavřeném letišti Ižma (Republika Komi). Na rozdíl od kluzáku Gimli motory pracovaly až do konce přistání. Přestože přistávací dráha v Ižmě má délku pouhých 1300 m, což je pro přistání letadel podobného typu nedostatečné, i přes nefunkční mechaniku křídla se pilotům podařilo přistát a zastavit, letadlo ovšem vyjelo z dráhy a uvízlo v zemi. Posádce pomohlo i to, že přestože bylo letiště uzavřeno, dráha byla v dobrém stavu díky péči velitele letiště pro vrtulníky. Havárie neměla žádné oběti na životech. Letadlo bylo odstaveno a posléze přepraveno do Samary na opravu, po níž bylo opět uvedeno do provozu.
- 4. prosince roku 2010 letoun Tu-154M kazachstánské letecké společnosti Dagestánské aerolinie havaroval při nouzovém přistání na moskevském letišti Domodědovo. Po vzlétnutí z moskevského letiště Vnukovo ve výšce 9000 m došlo k výpadku prvního a posléze i třetího motoru, načež posádka zahájila klesání a přípravu na nouzové přistání. Zbylé motory měly malý výkon a jejich režim byl nestabilní. Nouzové přistání se uskutečnilo na letišti Domodědovo a bylo velmi tvrdé; letoun byl silně poškozen, ale naštěstí nevypukl požár. Z celkem 171 osob na palubě (163 pasažérů, 8 členů posádky) byly pouze dvě oběti, raněných však bylo přes 80.